# Waldorf saláta
A Waldorf saláta egy majonézes összetett saláta, mely alapvetően friss almából, (angol) zellerszárból és dióból készül, és friss salátaleveleken szervírozzák. Hideg előétel vagy könnyű főétel a funkciója. 

## Története
A salátát először az 1896. március 14-én a Gyermekek Szent Mária Kórházának (St. Mary's Hospital for Children) tiszteletére adott jótékonysági bálon szervírozták a New York-i Waldorf-Astoria szállodában. Úgy tartják, hogy szülőatyja valószínűsíthetően az étterem vezetője (maître d' hôtel), Oscar Tschirky volt, aki számos (signature) ételt fejlesztett és inspirált. Nyomtatott formában 1896-ban jelent meg az étel receptje az általa jegyzett szakácskönyvben: The Cook Book by Oscar of the Waldorf.
Az eredeti recept három fő összetevőt tartalmazott. Az almát és a zellert parmentier/mirepoix méretre, azaz ½" (1,25 cm) kockára vágták, amit majonézzel kevertek. Ez a recept még nem tartalmazott dióféléket, az később került hozzá, ami az 1928-as keltezésű The Rector Cook Book-ban bukkant föl.

### Modern verziók
Manapság számos egyéb összetevővel gazdagodott: csirke, pulyka, szárított gyümölcsök (pl. datolya vagy mazsola) és reszelt citrus (citrom, lime, narancs) héja. A saláta újabb változataiban néha ízesített majonéz vagy joghurtos öntet az adalék. Emerald saláta néven ismert változatában a zellert karfiollal helyettesítik. 

## Megjelenése a kultúrában
Az étel látható a Waczak szálló címadó epizódjában.

## Fordítás
- Ez a szócikk részben vagy egészben  a   Waldorf salad című angol Wikipédia-szócikk ezen változatának fordításán alapul.  Az eredeti cikk szerkesztőit annak laptörténete sorolja fel. Ez a jelzés csupán a megfogalmazás eredetét és a szerzői jogokat jelzi, nem szolgál a cikkben szereplő információk forrásmegjelöléseként.